# Shubhanshu Shukla
Shubhanshu Shulka (Lucknow — 10 de outubro de 1985) é um piloto da Força Aérea Indiana e um dos quatro astronautas que voarão ao espaço como parte dos primeiros voos espaciais tripulados da Índia.

## Carreira
Shukla foi incluído no processo de seleção de astronautas em 2019 pelo Instituto de Medicina Aeroespacial (IAM), uma organização subordinada à Força Aérea Indiana. Mais tarde, foi selecionado entre os quatro finalistas pelo IAM e a ISRO. Em 2020, foi à Rússia para treinamento básico com outros três astronautas selecionados. O treinamento básico foi concluído em 2021. Ele então retornou à Índia e participou do treino adicional no Centro de Treinamento de Astronautas em Bangalore.
Foi anunciado como membro do primeiro costo de astronautas da ISRO no dia 27 de fevereiro de 2024, quando o primeiro-ministro Narendra Modi anunciou os nomes dos membros da equipe de astronautas para a primeira missão espacial da Índia, no Centro Espacial Vikram Sarabhai, ISRO, em Thiruvananthapuram.
No dia 2 de agosto de 2024, foi anunciado como membro da tripulação da Axiom Mission 4.